# Comuna de Mysłakowice
Mysłakowice (polaco: Gmina Mysłakowice) é uma gminy (comuna) na Polónia, na voivodia de Baixa Silésia e no condado de Jeleniogórski. A sede do condado é a cidade de Mysłakowice.
De acordo com os censos de 2004, a comuna tem 10 003 habitantes, com uma densidade 112,7 hab/km².

## Área
Estende-se por uma área de 88,75 km², incluindo:
- área agricola: 48%
- área florestal: 38%

## Demografia
Dados de 30 de Junho 2004:
|                      | Total   | Total | Mulheres | Mulheres | Homens  | Homens |
| -------------------- | ------- | ----- | -------- | -------- | ------- | ------ |
|                      | pessoas | %     | pessoas  | %        | pessoas | %      |
| População            | 10 003  | 100   | 5202     | 52       | 4801    | 48     |
| Densidade (pop./km²) | 112,7   | 100   | 58,6     | 58,6     | 54,1    | 54,1   |

De acordo com dados de 2002, o rendimento médio per capita ascendia a 1473,95 zł.

## Subdivisões
- Bukowiec, Dąbrowica, Gruszków, Karpniki, Kostrzyca, Krogulec, Łomnica, Mysłakowice, Strużnica, Wojanów.

## Comunas vizinhas
- Janowice Wielkie, Jelenia Góra, Kamienna Góra, Kowary, Podgórzyn